# Hákon Daði Styrmisson
Hákon Daði Styrmisson (* 24. Mai 1997 in Vestmannaeyjar) ist ein isländischer Handballspieler.

## Karriere
Hákon Daði Styrmisson begann das Handballspielen bei ÍBV Vestmannaeyja. Von 2016 bis 2018 stand er im Kader von Haukar Hafnarfjörður, bevor er 2018 wieder nach Vestmannaeyjar zurückkehrte. 2021 wechselte er zum deutschen Zweitligisten VfL Gummersbach. 2022 stieg er mit Gummersbach in die Bundesliga auf. Nach den ersten zwei Spielen in der Saison 2023/24 wechselte er zum Zweitligisten VfL Eintracht Hagen.
Er durchlief alle Jugendnationalmannschaften Islands und nahm mit der isländischen Nationalmannschaft an der Weltmeisterschaft 2023 teil.